# Wences Casares
Wenceslao Casares, ook bekend als Wences Casares (geboren 26 februari 1974) is een Argentijnse technologie-ondernemer en filantroop met globale bedrijfservaring, gespecialiseerd in technologische en financiële ondernemingen. Hij is de CEO van bitcoin Wallet-provider, Xapo en heeft Internet Argentina, Wanako Games, Patagon, Lemon Wallet en Banco Lemon opgericht. Casares zit in het bestuur van Paypal en Coin Center en heeft in het bestuur van Kiva en Viva Trust gezeten.
Hij is een voorstander van bitcoin en denkt dat dit groter zal worden dan het internet. Casares spreekt vaak op de Allen & Company Sun Valley Conference en heeft voorspeld dat bitcoin een prijs van $ 1 miljoen (USD) zal bereiken.

## Jeugd en opleiding
Casares is de oudste van vier kinderen van een familie van schapenboeren in Patagonië, Argentinië. Tijdens zijn middelbareschooltijd heeft Casares als uitwisselingsstudent in Washington, Pennsylvania een studiebeurs van de Rotary Club gekregen. Casares zei in een interview met USA Today dat de studiebeurs "mijn leven heeft veranderd" en merkte over Amerikanen op: "Ze hebben een houding dat alles mogelijk is." Hij keerde terug naar Buenos Aires om gedurende drie jaar bedrijfskunde te studeren aan de Universiteit van San Andrés. Hij heeft zijn studie in 1994 laten vallen om de eerste Internetaanbieder in Argentinië, Internet Argentina S.A., op te richten.
Hij heeft het bedrijf in 1997 verlaten en de Argentijnse online brokerage, Patagon, opgericht. Patagon was het eerste toonaangevende portaal voor internationale dienstverlening op het internet in Latijns-Amerika en heeft zijn online bankdiensten uitgebreid naar de Verenigde Staten, Spanje en Duitsland. Patagon is voor $750 miljoen overgenomen door de Spaanse bank, Banco Santander en werd Santander Online Worldwide. De beleggers in Patagon waren o.a. George Soros, Intel, Microsoft, JP Morgan Chase en ondernemer Fred Wilson die tegen TechCrunch journalist Sarah Lacy heeft gezegd dat “Casares een van de beste ondernemers is die ik ooit gesteund heb.” Casares heeft later het Owner/President Managementprogramma van Harvard-universiteit gevolgd.

## Carrière
Casares heeft in 2002 Wanako Games (later Behaviour Santiago) opgericht, een computerspelontwikkelaar met het hoofdkantoor in New York. Wanako Games is bekend vanwege het succes met het spel Assault Heroes en is in 2007 overgenomen door Activision.
Casares heeft in 2002 ook samen met zijn partners Banco Lemon, een retailbank voor de underbanked in Brazilië opgericht. Banco do Brasil, de grootste bank in Brazilië, heeft Banco Lemon in juni 2009 overgenomen. Casares was de oprichter en CEO van Lemon Wallet, een platform voor digitale portemonnees. Het Amerikaanse bedrijf LifeLock heeft Lemon in 2013 voor ongeveer $ 43 miljoen (USD) gekocht.

### Xapo
Casares is de CEO van Xapo, een bitcoin wallet startup gevestigd in Palo Alto, Californië. Xapo is naar verluidt de grootste beheerder van bitcoin in de wereld en houdt naar zeggen $ 10 miljard van het cryptogeld in ondergrondse kluizen op vijf continenten, waaronder een voormalige Zwitserse militaire bunker. Xapo heeft $ 40 miljoen ingezameld van toonaangevende risicokapitaalondernemingen in Silicon Valley. Quartz heeft bericht dat Casares de ondernemer was die Bill Gates, Reid Hoffman en andere tech-veteranen in Silicon Valley ervan overtuigd heeft om in bitcoin te investeren.

## Filantropie
Casares was in 2011 een van de jurlyleden voor de Cartier Women’s Initiative-onderscheidingen. Hij is lid van de klas van 2017 van Henry Crown Fellows in het Aspen Global Leadership Network van het Aspen Institute. Hij is een verkozen lid van de klas van 2011 van het World Economic Forum “Young Global Leaders” en woont regelmatig de jaarvergadering van het World Economic Forum Annual Meeting in Davos, Zwitserland bij. Hij is lid van de Young Presidents' Organization. In 2010 heeft Casares samen met Pablo Bosch Las Majadas de Pirque opgericht, een instelling voor maatschappelijk kapitaal en innovatie in eigendom van Casares in Santiago, Chili.

## Privéleven
Casares woont samen met zijn vrouw en drie kinderen in Palo Alto, Californië. Van 2004-2007 heeft Casares en zijn familie rond de wereld gezeild in hun zeilcatamaran, Simpatica.